# Dalm
Dalm is een historisch merk van motorfietsen en inbouwmotoren.
De bedrijfsnaam was: J.C. Dalman and Sons, Birmingham.
Dalman and Sons begon in 1914 met de productie van motorfietsen, maar moest die in 1915, mogelijk door het uitbreken van de Eerste Wereldoorlog, weer beëindigen. Na de oorlog kwam het merk meteen weer op de markt, maar nu uitsluitend als producent van inbouwmotoren. Deze werden waarschijnlijk tot ca. 1924 geproduceerd. Ze werden gebruikt door onder andere Aurora in Douglas, Hansan, JNU, Maxim, New Era in Liverpool, Pearson & Sopwith, RW-Scout, Symplex, Venus in Londen en Wheatcroft.